# Aviastar
 PT Aviastar Mandiri, que opera como Aviastar es una aerolínea indonesia de vuelos regulares domésticos del Yakarta Oriental, Yakarta, Indonesia.

## Historia
La aerolínea fue fundada en 2003 por el capitán Sugeng Triyono.
Su base de operaciones principal se localiza en Yakarta (CGK) con bases de operaciones secundarias en Palangkaraya (PKY), Balikpapan (BPN), Makassar (UPG), Nabire (NBX) y Denpasar (DPS).

## Destinos
Aviastar opera a los siguientes destinos domésticos de Indonesia :
- Balikpapan - Puruk Cahu
- Balikpapan - Samarinda - Melak
- Batam - Tembilahan
- Yakarta - Ketapang - Pontianak
- Nabire - Biak
- Nabire - Enarotali - Timika
- Nabire - Sugapa
- Palangkaraya - Muara Teweh
- Palangkaraya - Tumbang Samba

## Flota
La flota de Aviastar incluye las siguientes aeronaves (mayo de 2020):

## Incidentes y accidentes
- El 9 de abril de 2009, un BAe 146-300 de Aviastar registro PK-BRD, se estrelló contra una montaña cerca de Wamena, Papua, Indonesia, tras una segunda aproximación fallida de aterrizaje en el aeropuerto Wamena.[4]